# Cordilura tarsalis
Cordilura tarsalis är en tvåvingeart som först beskrevs av Malloch 1923.  Cordilura tarsalis ingår i släktet Cordilura och familjen kolvflugor. Inga underarter finns listade i Catalogue of Life.